# Alessandro Alvisi
Alessandro Alvisi (Vicenza, 12 de febrer de 1887 – Nàpols, 9 de maig de 1951) va ser un genet italià que va competir a començaments del segle xx.
El 1920 va prendre part en els Jocs Olímpics d'Anvers, on va disputar la prova del salts d'obstacles per equips, amb el cavall Raggio di Sole, del programa d'hípica. En ella guanyà la medalla de bronze.
Quatre anys més tard, als Jocs de París, va disputar quatre proves del programa d'hípica. En el concurs complet per equips, amb el cavall Capiligio, guanyà la medalla de bronze, mentre en el concurs complet individual fou dotzè. En la prova del salts d'obstacles per equips, amb el cavall Grey Fox, fou cinquè, mentre en salts d'obstacles individual finalitzà en vint-i-sisena posició.